# Homolampas fragilis
Homolampas fragilis is een zee-egel uit de familie Maretiidae.
De wetenschappelijke naam van de soort werd, als Lissonotus fragilis, in 1869 gepubliceerd door Alexander Agassiz.